# Eye (revista científica)
Eye é uma revista científica britânica. É a revista oficial da Royal College of Ophthalmologists. Especializa-se em matérias sobre o olho humano.